# Megalancistrus parananus
Megalancistrus parananus är en fiskart som först beskrevs av Peters, 1881.  Megalancistrus parananus ingår i släktet Megalancistrus och familjen Loricariidae. Inga underarter finns listade i Catalogue of Life.